# Salomé Báncora
Salomé Báncora (Alejandro Korn, 28 de febrero de 1993) es una esquiadora alpina argentina.

## Vida personal
Nació y pasó sus primeros años en la localidad de Alejandro Korn, provincia de Buenos Aires. A los seis años se mudó con su familia a San Carlos de Bariloche, provincia de Río Negro. Estudió educación física a distancia.

## Carrera deportiva
Comenzó a esquiar a los sies años y desde los nueve participa en competiciones.
Fue campeona argentina de eslalon en 2013, 2014 y 2016; y de eslalon gigante en 2015. Integra el equipo de la Federación Argentina de Ski y Andinismo. En septiembre de 2016 se consagró campeona sudamericana de esquí, gracias a la sumatoria de puntos obtenida en las competencias de Cerro Catedral (Argentina), La Parva (Chile) y Cerro Castor (Argentina).
En 2015 compitió en la Copa Europa de esquí alpino, quedando en el 28.º lugar a 6,29 segundos de la ganadora, la francesa Anne-Sophie Barthet.
Hacia julio de 2017, se encontraba en el 120.º puesto en el ranking mundial.

### Sochi 2014
Participó en los Juegos Olímpicos de Invierno de 2014, celebrados en Sochi (Rusia), donde compitió en esquí alpino en los eventos de eslalon y eslalon gigante. En el primer evento quedó en 25.º lugar, con un tiempo de 1:55,52; mientras que en el segundo quedó en la 47 posición, con un tiempo de 2:52,04.
Con 20 años, fue la más joven de la delegación argentina que participó en dichos juegos.